# Unteralpe (Gemeinde Metnitz)
Unteralpe ist eine Ortschaft in der Kärntner Marktgemeinde Metnitz mit 55 Einwohnern (Stand 1. Jänner 2024). Die Ortschaft liegt zur Gänze auf dem Gebiet der Katastralgemeinde Metnitz Land.

## Lage
Die Ortschaft liegt im kurzen Tal des Unteralpenbachs, eines linken Nebenflusses des Metnitzbachs, das vom Oberen Metnitztal nach Norden in die Metnitzer Berge führt.

## Geschichte
Auf dem Gebiet der Steuergemeinde Metnitz-Land liegend, gehörte der Ort in der ersten Hälfte des 19. Jahrhunderts zum Steuerbezirk Grades. Bei Gründung der politischen Gemeinden im Zuge der Reformen nach der Revolution 1848/49 kam Unteralpe an die Gemeinde Metnitz und somit an den Bezirk Sankt Veit an der Glan.
Der Hof Ratschacher (der südöstliche Nachbar des heute noch bestehenden Hofes Kahl) wurde im Februar 1894 durch einen Brand zerstört.

## Bevölkerungsentwicklung
Für die Ortschaft zählte man folgende Einwohnerzahlen:
- 1857: 19 Häuser, 150 Einwohner[3]
- 1869: 19 Häuser, 139 Einwohner[4]
- 1880: 19 Häuser, 155 Einwohner[5]
- 1890: 18 Häuser, 169 Einwohner[6]
- 1900: 18 Häuser, 144 Einwohner[7]
- 1910: 18 Häuser, 162 Einwohner[8]
- 1951: 18 Gebäude, 140 Einwohner[3]
- 1961: 22 Gebäude, 130 Einwohner (davon der Weiler 3 Häuser mit 19 Einwohnern; die Streusiedlung mit 19 Häusern und 111 Einwohnern)[9]
- 1971: 22 Gebäude, 107 Einwohner[3]
- 1981: 23 Gebäude, 112 Einwohner[3]
- 1991: 21 Gebäude, 116 Einwohner[3]
- 2001: 21 Gebäude, 95 Einwohner[10]
- 2011: 21 Gebäude, 62 Einwohner[11]
- 2021: 21 Gebäude, 55 Einwohner, 19 Haushalte, 10 Arbeitsstätten[12]

## Ortschaftsbestandteile
Zur Ortschaft gehören die Einzelhöfe Geier, Großbergner, Kahl, Lindner, Murer, Oberbergner, Rogges, Turning und Wadlitzer.